# Costarina subplena
Espèce
Costarina subplena est une espèce d'araignées aranéomorphes de la famille des Oonopidae.

## Distribution
Cette espèce se rencontre au Mexique au Chiapas et au Guatemala au Baja Verapaz,.

## Description
Le mâle holotype mesure 1,81 mm et la femelle 1,92 mm.

## Étymologie
Cette espèce est nommée pour sa ressemblance avec Costarina plena.

## Publication originale
- Platnick & Dupérré, 2012 : The goblin spider genus Costarina (Araneae, Oonopidae), Part 1. American Museum Novitates, no 3730, p. 1-64 (texte intégral).